# Letnie Igrzyska Olimpijskie 1992
XXV Letnie Igrzyska Olimpijskie (oficjalnie Igrzyska XXV Olimpiady) odbyły się w Barcelonie w 1992 roku. Były to pierwsze igrzyska olimpijskie odbywające się w Hiszpanii.
Po raz pierwszy od wielu lat tej największej imprezy sportowej nie próbowano wykorzystać do celów innych niż sportowe. Historyczne przemiany polityczne, które z początkiem lat dziewięćdziesiątych XX w. nastąpiły w Europie Wschodniej (upadek rządów komunistycznych w państwach tego regionu), zaowocowały odzyskaniem przez niektóre kraje (Litwę, Łotwę, Estonię i Chorwację) suwerenności oraz umożliwiły im start w igrzyskach pod flagami narodowymi. Po zjednoczeniu obu państw niemieckich ponownie wystąpiła reprezentacja jednego kraju – Republika Federalna Niemiec. Sportowcy z byłych republik radzieckich po raz ostatni uczestniczyli jako jedna ekipa (w barwach Wspólnoty Niepodległych Państw), po raz ostatni na igrzyskach wystąpiła też ekipa Czechosłowacji.
Południowa Afryka, która zaprzestała stosowania polityki apartheidu, powróciła do rodziny olimpijskiej, wystawiając reprezentację mieszaną rasowo.
Z powodu międzynarodowych sankcji na start w igrzyskach nie pozwolono drużynie Jugosławii, MKOl zezwolił jednak, aby pochodzący z Jugosławii sportowcy startowali jako niezależna drużyna.
Ceremonię otwarcia igrzysk obserwowało 65 tysięcy widzów oraz blisko 3 miliardy telewidzów na całym świecie, a w bogatym programie artystycznym wystąpiły m.in. największe sławy muzyki poważnej.
Program igrzysk poszerzony został o trzy nowe dyscypliny: badminton, baseball i judo kobiet. W igrzyskach w Barcelonie masowo brali udział sportowcy, którym do tej pory (ze względu na ich status zawodowca) uniemożliwiono występy na arenach olimpijskich.

## Państwa biorące udział w igrzyskach
Na start w igrzyskach nie pozwolono drużynie Jugosławii, jednak jej sportowcy wystąpili pod flagą olimpijską jako niezależna ekipa:  Independent Olympic Participants (IOP; Niezależni Uczestnicy Igrzysk). Na igrzyskach w Barcelonie zadebiutowało 5 państw: Chorwacja, Słowenia, Bośnia i Hercegowina, Jemen i Namibia.
- Albania (8)
- Algieria (38)
- Andora (8)
- Angola (39)
- Antigua i Barbuda (13)
- Antyle Holenderskie (4)
- Arabia Saudyjska (9)
- Argentyna (107)
- Aruba (5)
- Australia (295)
- Austria (107)
- Bahamy (15)
- Bahrajn (13)
- Bangladesz (6)
- Barbados (17)
- Belgia (68)
- Belize (10)
- Benin (6)
- Bermudy (20)
- Bhutan (6)
- Boliwia (14)
- Bośnia i Hercegowina (10)
- Botswana (6)
- Brazylia (195)
- Brytyjskie Wyspy Dziewicze (4)
- Bułgaria (139)
- Burkina Faso (4)
- Chile (14)
- Chiny (246)
- Chorwacja (41)
- Cypr (17)
- Czad (7)
- Czechosłowacja (209)
- Dania (117)
- Dominikana (32)
- Dżibuti (8)
- Egipt (83)
- Ekwador (13)
- Estonia (37)
- Etiopia (23)
- Fidżi (19)
- Filipiny (34)
- Finlandia (89)
- Francja (376)
- Gabon (8)
- Gambia (5)
- Ghana (37)
- Grecja (72)
- Grenada (4)
- Guam (22)
- Gujana (6)
- Gwatemala (14)
- Gwinea (8)
- Gwinea Równikowa (7)
- Haiti (7)
- Hiszpania (489)
- Holandia (215)
- Honduras (10)
- Hongkong (38)
- Indie (53)
- Indonezja (47)
- Irak (9)
- Iran (40)
- Irlandia (58)
- Islandia (29)
- Izrael (31)
- Jamajka (36)
- Japonia (272)
- Jemen (13)
- Jordania (7)
- Kajmany (10)
- Kamerun (11)
- Kanada (304)
- Katar (31)
- Kenia (51)
- Kolumbia (51)
- Kongo (7)
- Korea Południowa (244)
- Korea Północna (64)
- Kostaryka (16)
- Kuba (187)
- Kuwejt (36)
- Laos (6)
- Lesotho (6)
- Liban (13)
- Libia (6)
- Liechtenstein (7)
- Litwa (47)
- Luksemburg (6)
- Łotwa (34)
- Madagaskar (14)
- Malawi (4)
- Malediwy (7)
- Malezja (28)
- Mali (5)
- Malta (7)
- Maroko (53)
- Mauretania (6)
- Mauritius (13)
- Meksyk (134)
- Mjanma (4)
- Monako (2)
- Mongolia (33)
- Mozambik (6)
- Namibia (6)
- Nepal (5)
- Niemcy (486)
- Niezależni Uczestnicy Igrzysk (58)
- Niger (3)
- Nigeria (57)
- Nikaragua (8)
- Norwegia (85)
- Nowa Zelandia (137)
- Oman (5)
- Pakistan (27)
- Panama (5)
- Papua-Nowa Gwinea (13)
- Paragwaj (30)
- Peru (16)
- Polska (205)
- Portoryko (75)
- Portugalia (100)
- Południowa Afryka (94)
- Republika Środkowoafrykańska (16)
- Rumunia (176)
- Rwanda (10)
- Saint Vincent i Grenadyny (6)
- Salwador (4)
- Samoa (5)
- Samoa Amerykańskie (3)
- San Marino (17)
- Senegal (21)
- Seszele (11)
- Sierra Leone (11)
- Singapur (14)
- Słowenia (35)
- Sri Lanka (11)
- Stany Zjednoczone (578)
- Suazi (6)
- Sudan (6)
- Surinam (6)
- Syria (10)
- Szwajcaria (114)
- Szwecja (192)
- Tajlandia (47)
- Chińskie Tajpej (37)
- Tanzania (9)
- Togo (6)
- Tonga (5)
- Trynidad i Tobago (7)
- Tunezja (14)
- Turcja (47)
- Uganda (8)
- Urugwaj (23)
- Vanuatu (6)
- Wenezuela (37)
- Węgry (222)
- Wielka Brytania (376)
- Wietnam (7)
- Włochy (323)
- Wspólna reprezentacja (475)
- Wybrzeże Kości Słoniowej (13)
- Wyspy Cooka (2)
- Wyspy Dziewicze Stanów Zjednoczonych (24)
- Wyspy Salomona (1)
- Zair (17)
- Zambia (9)
- Zimbabwe (19)
- Zjednoczone Emiraty Arabskie (14)

## Wyniki

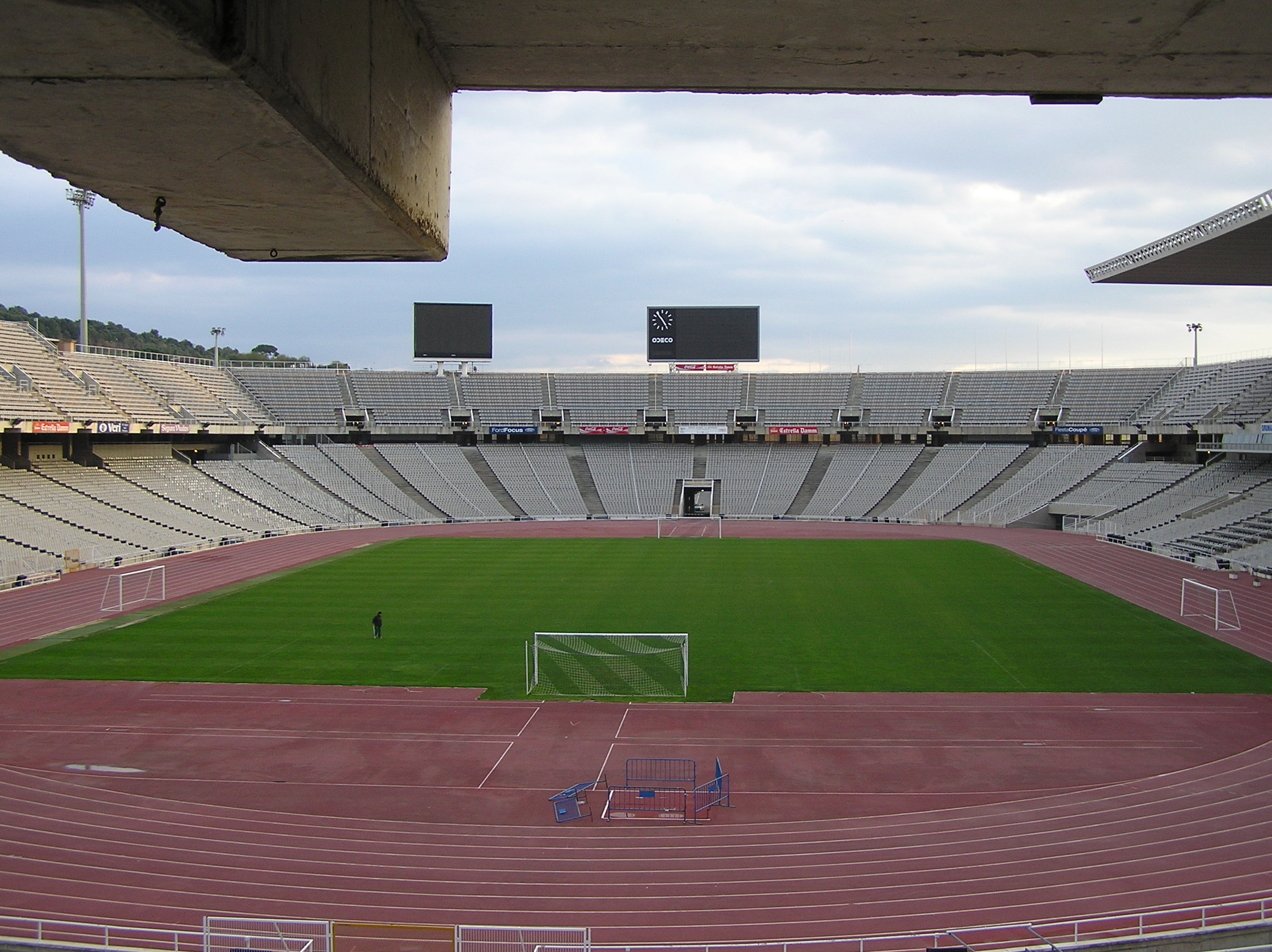
Stadion olimpijski w Barcelonie

| - badminton - baseball - boks - gimnastyka - hokej na trawie - jeździectwo - judo - kajakarstwo - kolarstwo - koszykówka - lekkoatletyka - łucznictwo - pięciobój nowoczesny - piłka nożna |  | - piłka ręczna - piłka wodna - pływanie - pływanie synchroniczne - podnoszenie ciężarów - siatkówka - skoki do wody - strzelectwo - szermierka - tenis stołowy - tenis ziemny - wioślarstwo - zapasy - żeglarstwo |

### Dyscypliny pokazowe
- Hokej na rolkach
- Pelota
- Taekwondo

## Statystyka medalowa
W Barcelonie medale zdobyli zawodnicy z 64 państw. Wśród nich była utworzona po rozpadzie ZSRR reprezentacja 12 nowo powstałych republik – jako Wspólnota Niepodległych Państw, wraz z Gruzją (w WNP od 1993 r.) – osobno startowały Estonia, Litwa i Łotwa (które nie weszły w skład WNP), a także Jugosławia (bez Słowenii i Chorwacji), ostatni raz Czechosłowacja i już zjednoczone Niemcy.
| Klasyfikacja medalowa              |                                |       |        |      |       |
| Lp.                                | Państwo                        | złoto | srebro | brąz | razem |
| 1                                  | Wspólnota Niepodległych Państw | 45    | 38     | 29   | 112   |
| 2                                  | Stany Zjednoczone              | 37    | 34     | 37   | 108   |
| 3                                  | Niemcy                         | 33    | 21     | 28   | 82    |
| 4                                  | Chiny                          | 16    | 22     | 16   | 54    |
| 5                                  | Kuba                           | 14    | 6      | 11   | 31    |
| 6                                  | Hiszpania                      | 13    | 7      | 2    | 22    |
| 7                                  | Korea Południowa               | 12    | 5      | 12   | 29    |
| 8                                  | Węgry                          | 11    | 12     | 7    | 30    |
| 9                                  | Francja                        | 8     | 5      | 16   | 29    |
| 10                                 | Australia                      | 7     | 9      | 11   | 27    |
| ...                                | ...                            | ...   | ...    | ...  | ...   |
| 19                                 | Polska                         | 3     | 6      | 10   | 19    |
| Zobacz pełną klasyfikację medalową |                                |       |        |      |       |

## Maskotka
Maskotką igrzysk w Barcelonie był Cobi, jasnożółty pies zaprojektowany przez hiszpańskiego grafika Javiera Mariscala.

## Piosenka
Oficjalną piosenką igrzysk był utwór „Barcelona” Freddiego Mercury’ego i Montserrat Caballé.